# Express-Union
Express-Union è un cortometraggio del 1911 diretto da Lucien Nonguet.

## Trama
Zia Eulalie vuole che Gontran si sposi prima della fine della giornata. Gontran cerca una fidanzata, ma dopo una serie di esilaranti avventure, disperato ci rinuncia e si accontenta di sposare una donna di colore. Gontran si presenta a zia Eulalie con la nuova sposa.